# 레보플록사신
레보플록사신(levofloxacin, 판매 상표명: Levaquin 등)은 항생물질의 하나이다. 부비강염, 폐렴, 요로감염증, 만성 세균성 전립선염, 일부 종류의 장염 등 수많은 병균 감염을 치료하기 위해 사용된다. 다른 항생물질들과 마찬가지로 결핵, 수막염, 골반염 치료에 사용할 수 있다. 구강, 정맥 주사, 안약 형태의 제품으로 구매할 수 있다.
일반적인 부작용으로는 구역질, 설사, 수면 장애가 포함된다. 심각한 부작용으로는 건파열, 건염, 뇌전증 발작, 정신증, 잠재적으로 영구적인 말초신경손상이 포함될 수 있다. 치료가 끝난 이후 수개월 간 건손상이 발생할 수 있다. 사람들은 또한 더 쉽게 햇볕에 화상을 입을 수 있다. 중증 근무력증 환자의 경우 근육 약화와 호흡 문제가 악화될 수 있다. 임신 중 복용은 위험성이 낮아 보이지만 권장되지는 않는다. 이 계열의 다른 약물의 복용은 모유 수유 중에 안전한 것으로 간주되지만, 레보플록사신의 안전은 불명확하다. 레보플록사신은 플루오로퀴놀론계 광범위항생제이다. 보통 살균 효과가 있다. 약물 오플록사신의 왼쪽 이성체이다.
레보플록사신은 1985년 특허를 받았으며 1996년 미국에서 의학용으로 승인되었다. 의료제도에 필수적인 가장 효과적이고 안전한 의약품 목록인 WHO 필수 의약품 목록에 등재되어 있다. 제네릭 의약품으로 구매가 가능하다. 개발도상국의 도매가는 치료 주 단위로 대략 US$0.44–0.95이다. 미국의 주 단위 치료 비용은 대략 $50–100이다. 2016년 미국에서 300만 건 이상의 처방과 함께 161번째로 많이 처방을 받은 약물이었다.